# Hemerobius
Hemerobius är ett släkte av insekter som beskrevs av Carl von Linné 1758. Hemerobius ingår i familjen florsländor.

## Dottertaxa tillHemerobius, i alfabetisk ordning[1][2]
- Hemerobius abditus
- Hemerobius abdominalis
- Hemerobius adelgivorus
- Hemerobius albipennis
- Hemerobius alpestris
- Hemerobius amurensis
- Hemerobius angustipennis
- Hemerobius anomalus
- Hemerobius antigonus
- Hemerobius apatridus
- Hemerobius aper
- Hemerobius aphidioides
- Hemerobius aphidivorus
- Hemerobius aquaticus
- Hemerobius atriangulus
- Hemerobius atrifrons
- Hemerobius atrocorpus
- Hemerobius australis
- Hemerobius azoricus
- Hemerobius baguiensis
- Hemerobius barkalovi
- Hemerobius betulinus
- Hemerobius binigripunctatus
- Hemerobius bispinus
- Hemerobius bistrigatus
- Hemerobius bolivari
- Hemerobius canadai
- Hemerobius centralis
- Hemerobius ceraticus
- Hemerobius cercodes
- Hemerobius chiangi
- Hemerobius chilensis
- Hemerobius claggi
- Hemerobius coccophagus
- Hemerobius colombianus
- Hemerobius comorensis
- Hemerobius conjunctus
- Hemerobius contumax
- Hemerobius convexus
- Hemerobius corticus
- Hemerobius costalis
- Hemerobius cruciatus
- Hemerobius cubanus
- Hemerobius cylindricus
- Hemerobius darlingtoni
- Hemerobius daxueshanus
- Hemerobius deceptor
- Hemerobius discretus
- Hemerobius disparilis
- Hemerobius domingensis
- Hemerobius dorsatus
- Hemerobius eatoni
- Hemerobius edui
- Hemerobius elatus
- Hemerobius elongatus
- Hemerobius exceptatus
- Hemerobius exoterus
- Hemerobius falciger
- Hemerobius fasciatus
- Hemerobius fatidicus
- Hemerobius fenestratus
- Hemerobius flaveolus
- Hemerobius flavicans
- Hemerobius flavus
- Hemerobius frontalis
- Hemerobius fujimotoi
- Hemerobius gaitoi
- Hemerobius gibbus
- Hemerobius gilvus
- Hemerobius grahami
- Hemerobius greeni
- Hemerobius griseus
- Hemerobius handschini
- Hemerobius harmandinus
- Hemerobius hedini
- Hemerobius hengduanus
- Hemerobius hernandezi
- Hemerobius hespericus
- Hemerobius hirsuticornis
- Hemerobius humulinus
- Hemerobius hyalinus
- Hemerobius immaculatus
- Hemerobius incursus
- Hemerobius indicus
- Hemerobius inversus
- Hemerobius jamaicensis
- Hemerobius japonicus
- Hemerobius javanus
- Hemerobius jucundus
- Hemerobius kobayashii
- Hemerobius kokaneeanus
- Hemerobius kutsimensis
- Hemerobius lautus
- Hemerobius lii
- Hemerobius longialatus
- Hemerobius longicornis
- Hemerobius lutescens
- Hemerobius madeirae
- Hemerobius marginalis
- Hemerobius marginatus
- Hemerobius martinezae
- Hemerobius maxillosus
- Hemerobius melanostictos
- Hemerobius merdiger
- Hemerobius micans
- Hemerobius montsae
- Hemerobius morobensis
- Hemerobius nairobicus
- Hemerobius namjagbarwanus
- Hemerobius natalensis
- Hemerobius nekoi
- Hemerobius nemoralis
- Hemerobius nemorensis
- Hemerobius niger
- Hemerobius nigrans
- Hemerobius nigricornis
- Hemerobius nigridorsus
- Hemerobius nigrostigma
- Hemerobius nitidulus
- Hemerobius obscurus
- Hemerobius ovalis
- Hemerobius pacificus
- Hemerobius pallens
- Hemerobius pallidus
- Hemerobius pallipes
- Hemerobius paruulus
- Hemerobius parvulus
- Hemerobius pedicularius
- Hemerobius pehlkeanus
- Hemerobius pennii
- Hemerobius perelegans
- Hemerobius phaleratus
- Hemerobius picicornis
- Hemerobius pini
- Hemerobius pinidumus
- Hemerobius poppii
- Hemerobius productus
- Hemerobius pulchellus
- Hemerobius punctatus
- Hemerobius pusillus
- Hemerobius quadripunctatus
- Hemerobius radialis
- Hemerobius raphidioides
- Hemerobius reconditus
- Hemerobius ricarti
- Hemerobius rizali
- Hemerobius rudebecki
- Hemerobius rufescens
- Hemerobius rufus
- Hemerobius schedli
- Hemerobius semblinus
- Hemerobius sexpunctatus
- Hemerobius shibakawae
- Hemerobius signatus
- Hemerobius simulans
- Hemerobius solanensis
- Hemerobius solidarius
- Hemerobius spinellus
- Hemerobius spodipennis
- Hemerobius stenopterus
- Hemerobius stigma
- Hemerobius striatulus
- Hemerobius striatus
- Hemerobius subacutus
- Hemerobius subfalcatus
- Hemerobius subtriangulus
- Hemerobius sumatranus
- Hemerobius tagalicus
- Hemerobius tateyamai
- Hemerobius ternarius
- Hemerobius testaceus
- Hemerobius tibialis
- Hemerobius tolimensis
- Hemerobius triangularis
- Hemerobius trifasciatus
- Hemerobius tristriatus
- Hemerobius vagans
- Hemerobius varius
- Hemerobius versicolor
- Hemerobius withycombei
- Hemerobius vnipunctatus
- Hemerobius zernyi